# تاریخ زعفران

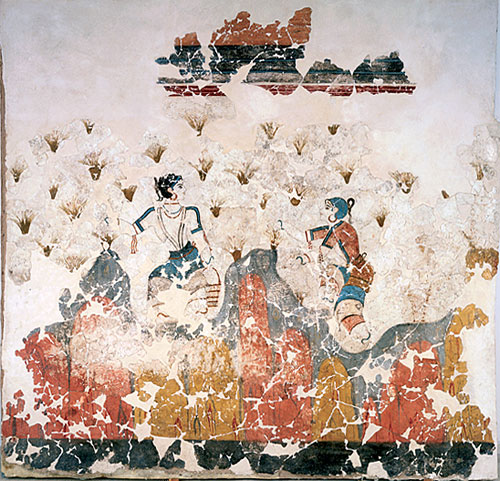
گل‌های زعفران، که با کلاله قرمز کوچک نشان داده شده‌اند، در یک نقاشی دیواری جز به جز، توسط دو زن جمع‌آوری می‌شوند، این اثر در کاوش‌های آکروتیری در جزیره دریای اژه در سادورینی یافت شده‌است.

تاریخچه زعفران و بهره گرفتن از ان به دست انسان قدمتی بیش از ۳۵۰۰ سال دارد
به‌طورکلی قدمت و تاریخچه تولید زعفران  را می‌توان حدود ۳ هزار سال دانست. اولین کشت زعفران هم در ایران و در دوره ساسانیان و از شهر قم رواج پیدا کرده است. البته بعضی منابع تاریخی از قدمت ۵ هزار ساله زعفران در ایران نام می‌برند. چرا که در یک کتاب گیاه‌شناسی متعلق به دوران آشوریان، از گل زعفران نوشته شده است
زعفران ادویه‌ای است که از کلاله خشک شده گل زعفران به دست می‌آید و در طول تاریخ در میان گران‌ترین مواد جهان بوده‌است؛ و به عنوان ادویه، رنگ، عطر و دارو مورد استفاده قرار می‌گیرد.
ریشه و تبار زعفران بومی آسیای جنوب غربی است  و بعد از آن برای نخستین بار در یونان کشت شد.
در حال حاضر ایران بزرگ‌ترین تولیدکننده زعفران در جهان به‌شمار می‌آید و در سال ۲۰۰۸ نزدیک به نه دهم زعفران دنیا در ایران تولید می‌شود.
گونه وحشی گل زعفران احتمالاً زعفران کارترایتیانوس بوده، که ریشه آن به کرت یا آسیای مرکزی بازمی‌گردد؛ توماسی و پالاسی سایر منابع ممکن‌اند.  اکنون گل زعفران یک جاندار پلی پلوئیدی است که خودناسازگار و دارای گامت‌های عقیم نر است؛ این گیاه دارای میوز نابه‌جاست و در نتیجه در تولید مثل مستقل ناتوان است.  اگر زعفران گونه جهش یافته کارترایتیانوس باشد، احتمالاً در اواخر عصر برنز در کرت ظهور یافته‌است. 
احتمالاً بشر با انتخاب کارترایتیانوس‌های دارای کلاله بلندتر، آن‌ها را اصلاح نژاد کرده‌است. زعفران حاصل در منبع گیاه‌شناسی آشوری متعلق به قرن ۷ام قبل از میلاد، به نوشته آشور بانی‌پال بازمی‌گردد، و از آن به بعد به طول ۴ هزاره، مورد تجارت و استفاده قرار گرفته و در درمان نود نوع بیماری به کار رفته‌است.  کلون زعفران به آرامی در بیشتر مکان‌های اوراسیا گسترش یافت، و بعدها به بخش‌هایی از آفریقای شمالی، آمریکای شمالی و اقیانوسیه رسید.

## ریشه‌شناسی
ریشه نهایی واژه انگلیسی saffron احتمالاً به کلون کشت‌شده زعفران بازمی‌گردد، که به نوعی ریشه‌اش نامعلوم است. این واژه از لغت لاتین safranum ریشه گرفته‌است که در ابتدا به فرانسوی safran نام داشت. فراتر از آن، ریشه‌شناسی دارای تضاد است. احتمالاً saftanum از واژه فارسی زعفران ریشه گرفته‌است.
برخی نظری دیگر دارند: آنان معتقدند زعفران، معرب واژه فارسی «زرپران» به شکل زر+پر+ان، و به معنای «دارای گل‌های زرد» می‌باشد.  یک شکل قدیمی‌تر این واژه، کلمه اکدی azupiranu می‌باشد. همچنین شکل لاتین safranum ریشه safrà کاتالانی و zafferano ایتالیایی می‌باشد، اما واژه پرتغالی açafrão، و azafrán اسپانیایی از واژه عربی «الزعفران» ریشه می‌گیرند. واژه لاتین crocum نیز قطعاً یک وام‌واژه سامی می‌باشد. این واژه از ریشه آرامی kurkema، واژه عربی کرکم و واژه‌های یونانی krokos یا karkum ریشه می‌گیرد که معنای آن «زردفام» است.  در زبان پارسی میانه (پهلوی ساسانی) به زعفران kurkum می‌گفتند. دسته کم به دیدگاه فره‌وشی این واژه یعنی کرکم ایرانی و پهلویست.

## مینوسی‌ها و یونانی-رومیان

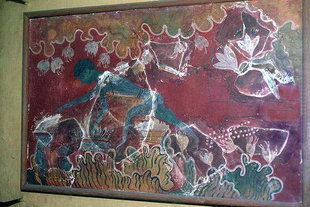
این بازسازی نادرست نقاشی دیواری در کنوسوس کرت مردی را نشان می‌دهد که باید میمونی می‌بود و در حال جمع‌آوری کشت زعفران می‌باشد.

زعفران نقشی مهم در دوران یونانی-رومی بر عهده داشت که مربوط به فاصله بین قرن ۸ام قبل از میلاد و قرن ۳ام بعد از میلاد می‌شد.  اولین تصویر زعفران در فرهنگ پیش-یونانی خیلی قدیمی‌تر است و به عصر برنز بازمی‌گردد. در نقاشی‌های دیواری کاخ کنوسوس در کرت مینوسی‌ها، کشت زعفران دیده می‌شود، که در این تصویر گل‌های زعفران به دست دختران جوان و میمونها چیده می‌شوند. یکی از این نقاشی‌ها در ساختمان "اکسسته ۳" در اکروتیری، واقع در جزیره دریای اژه از سانتورینی قرار دارد-یونانیان باستان آن را با نام «ترا» می‌شناختند. قدمت این نقاشی‌ها به ۱۶۰۰ تا ۱۵۰۰ قبل از میلاد بازمی‌گردد، اما تاریخ‌های متنوعی تاکنون بیان شده‌اند: ۳۰۰۰ تا ۱۱۰۰ قبل از میلاد یا قرن ۱۷ام قبل از میلاد.  آن‌ها یک الهه مینوسی را نشان می‌دهند که به چیدن گلها و جدا نمودن کلاله‌ها برای کاربردهای درمانی نظارت دارد.  در یکی از تصویر، زنی با استفاده از زعفران تلاش می‌کند تا پای مجروحش را درمان کند.  نقاشی‌های «ترایی» اولین تصویر دقیق استفاده از زعفران به عنوان گیاه دارویی را نشان می‌دهند.  این منطقه پرورش زعفران، نهایتاً بین سال‌های ۱۶۴۵ و ۱۵۰۰ قبل از میلاد، در یک زلزله شدید و فوران آتشفشان نابود شد. خاکستر آتشفشان این خرابه‌ها را پوشاند و به حفظ نقاشی گیاهان کمک نمود. 
افسانه‌های یونان باستان از دریانوردان بی‌باکی سخن می‌گویند که در سفرهای دریایی طولانی و خطرناک، به مناطق دورافتاده کیلیکیه رفته‌اند، تا بر اساس اعتقادشان، از آن‌جا ارزشمندترین زعفران جهان را تهیه نمایند.  مشهورترین اسطوره یونانی "ازملک و کرکوس (زعفران)" است: کرکوس زیبا، در پی ازملک حوری‌چهر وارد جنگل‌های نزدیک آتن می‌شود؛ کرکوس با بیان مختصری از عشق خود به فکر فریفتن ازملک در می‌آید، اما دخترک به زودی از توجهات کرکوس خسته می‌شود. اما او باز هم در پی او می‌رود؛ و ازملک دوباره امتناع می‌کند. او کرکوس را جادو می‌نماید: کرکوس به گل زعفران تبدیل می‌شود. کلاله‌های درخشان نارنجی‌اش، به عنوان نمادی از عشق فناناپذیر باقی می‌ماند.  این تراژدی بعدها دوباره مورد استفاده قرار گرفت.
ساکنان باستان حاشیه مدیترانه، زعفران را از اطراف شهر ساحلی کیلیکیه به نام سولی جمع‌آوری می‌کردند. کیفیت این زعفران بالا بود و در عطرسازی و داروسازی به کار می‌رفت. اما، هرودوت و پلینیوس، زعفران آشوری و بابلی را که از هلال حاصل‌خیز بود، به عنوان بهترین زعفران رتبه‌بندی کردند (برای درمان ناراحتی‌های گوارشی و کلیوی).  همچنین زعفران یونانی از غار کوریکیان در کوه‌های پارناسوس مورد توجه بودند:  رنگ این زعفران در آرگونائوتیکا اثر آپولونیوس رودیوس به عنوان معیار به کار رفته‌است. 
کلئوپاترا در اواخر امپراتوری بطلمیوسی به آب حمام خود یک چهارم لیوان زعفران می‌افزود و همواره به رنگ و ویژگی‌های آرایشی آن ارزش قایل بود. او قبل از روبه‌رو شدن با مردان از زعفران استفاده می کر، زیرا ایمان داشت زعفران معاشقه را لذت‌بخش‌تر می‌کند.  طبیبان مصری برای درمان تمام بیماری‌های گوارشی از زعفران استفاده می‌کردند: زمانی که پیشرفت درد معده سبب خون‌ریزی داخلی می‌شد، طبیبان برای درمان از مخلوط خردشده دانه‌های گل زعفران با بقایای درخت آگار، روغن گاومیش، گشنیز، و مر حجاری استفاده می‌کردند. این مرهم یا ضماد به بدن افزوده می‌شد. پزشکان از زعفران انتظار داشتند تا «از خون‌ریزی از طریق دهان و مقعد جلوگیری کند که شبیه خون خوک در زمان پخته‌شدن است.»  بیماری‌های دستگاه ادراری به وسیله امولسیون گل‌های نارس زعفران مخلوط با دانه‌های بو داده درمان می‌شد؛ این درمان در مردان به‌طور موضعی به کار می‌رفت. در زنان روش مصرف اندکی پیچیده‌تر بود. 
در زمان یونانی-رومیان، فنیقی‌ها زعفران را از طریق دریای مدیترانه تجارت می‌کردند. مشتریان زعفران طیف گسترده‌ای را از عطرسازان شهر رشید و پزشکان غزه، تا اهالی شهر رودس که در هنگام رفتن به تئاتر، برای از بین بردن بوی بد، مردم آن را می‌بلعیدند، شامل می‌شدند.  در یونان نیز ملازمان و خدمت‌کاران اشراف از زعفران استفاده می‌کردند. رنگ‌رزی‌های بزرگ صیدا و صور (لبنان) به عنوان جایگزین از حمام زعفران استفاده می‌کردند؛ آن‌جا، لباس‌های سلطنتی، در عمیق‌ترین بخش و در رنگ‌های بنفش غوطه‌ور می‌شدند؛ لباس‌های افراد معمولی نیز در قسمت‌های بالایی قرار می‌گرفتند، که سبب ایجاد رنگ بنفش روشن‌تر می‌شد. 
رومیان و یونانیان باستان به عنوان عطر، به زعفران ارزش قائل بودند و آن را در محافل عمومی پخش می‌کردند: تالارهای سلطنتی، دادگاه‌ها، و آمفی‌تئاترها. زمانی که نرون وارد روم شد، رومیان سراسر خیابان‌ها را با زعفران پوشاندند؛ ثروت‌مندان روم روزانه در زعفران استحمام می‌کردند. آن‌ها از زعفران به عنوان ریمل استفاده، رشته‌های آن را با شراب مخلوط، آن را در فضای تالارها و خیابان‌ها پخش، و به خدایانشان اهدا می‌کردند. مهاجران رومی، زعفران را با خود به گل روم (فرانسه) بردند، در این مکان تا سال ۲۷۱ میلادی و حمله وحشیانه ایتالیایی‌ها زعفران به‌طور گسترده کشت می‌شد. نظریه‌هایی وجود دارند که بیان می‌کنند زعفران یا در قرن هشتم و توسط مورها وارد فرانسه شد، یا در قرن ۱۴ام و توسط آویگنون‌های پاپی. 

## خاور میانه و ایران

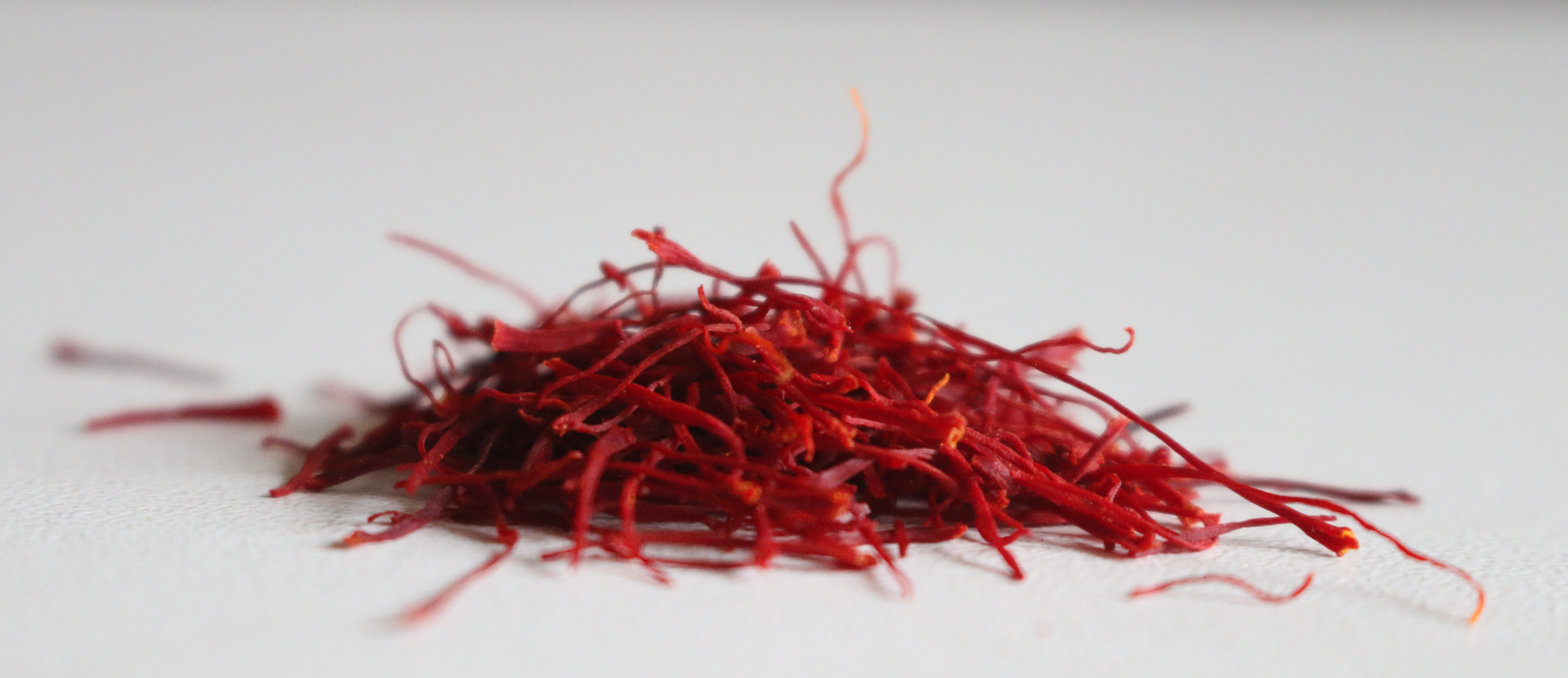
زعفران ایران

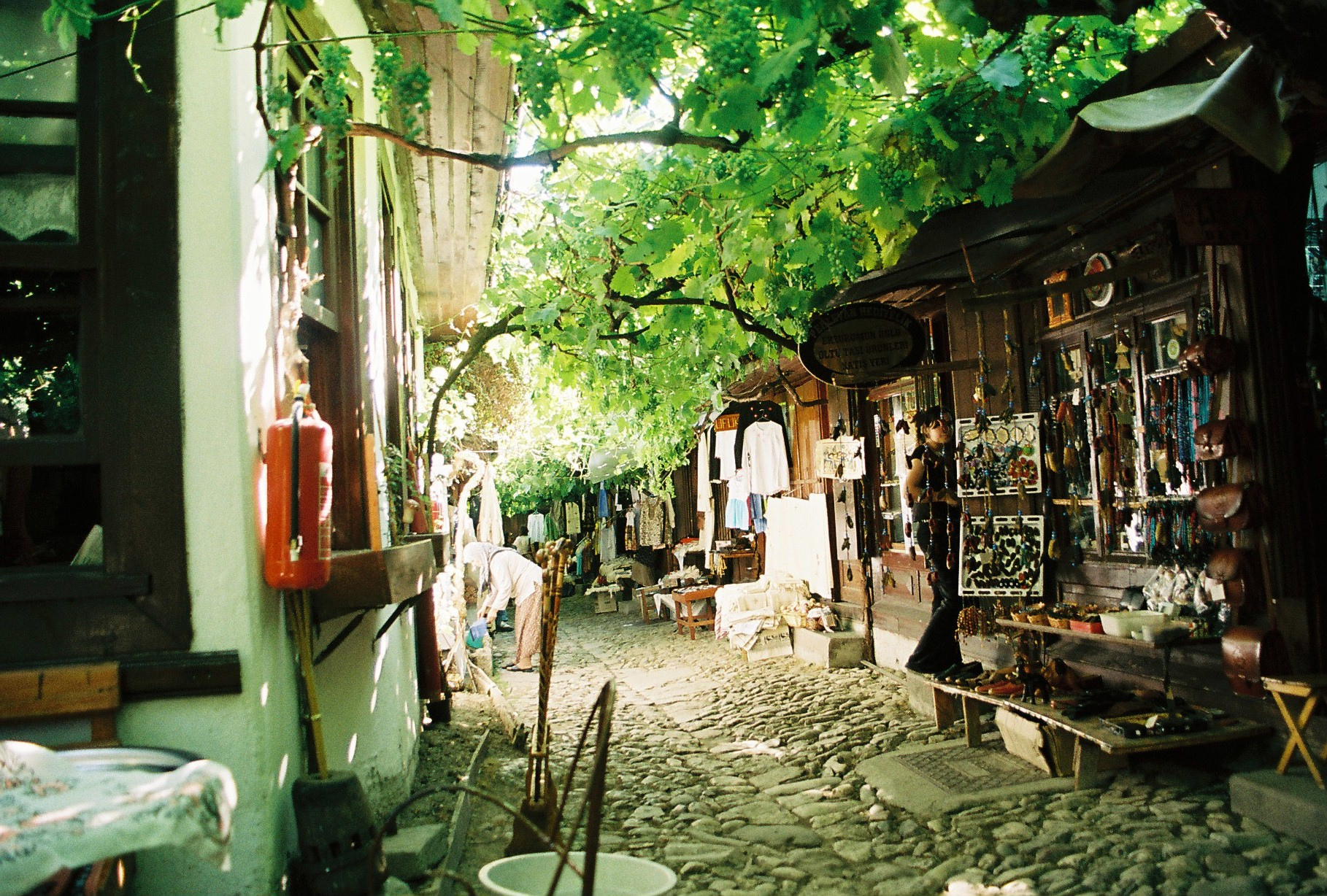
سافران‌بولو، ترکیه.

امروز رنگ‌دانه‌های زعفرانی در نقاشی‌های پیشاتاریخی یافت می‌شود که ۵۰ هزار سال قبل در غارهای عراق کنونی، و شمال غرب امپراتوری ایران ایجاد شده‌اند و جانوران را به تصویر می‌کشند.  سومریان در داروها و معجون جادویی از زعفران به عنوان ماده اصلی استفاده می‌کردند. سومریان زعفران را کشت نمی‌کردند. آن‌ها زعفران را از میان گل‌های وحشی جمع‌آوری می‌نمودند و معتقد بودند که نیروی الهی به تنهایی قادر به تأمین ویژگی دارویی زعفران می‌باشد.  چنین شواهدی نشان می‌دهند که تا قبل از کشت زعفران در کاخ مینوآن کرت، که در هزاره دوم قبل از میلاد به اوج رسید، تجارت راه دور زعفران رواج داشت. ۳۰۰۰ سال قبل، در تنخ عبری، زعفران به عنوان ادویه خوش‌بو مورد تمجید قرار گرفته‌است.
| «                    | لب‌های تو مانند کندوی عسل، سرشار از قطره‌های شیرینی است. ای عروس من! شیره و شربت در زیر زبان تو اند، و لباس تو بوی لبنان را می‌دهد. گونه تو مانند باغ انار، و یک باغ پر از میوه‌های نادر مانند سنبل هندی و زعفران، نیشکر و دارچین است. | » |
| —"غزل غزل‌های سلیمان" | |   |

در ایران باستان، در قرن ۱۰ام قبل از میلاد، در شهرهای دربند (روسیه) و اصفهان، زعفران کشت می‌شد. رشته‌های زعفران ایرانی با فرش‌های سلطنتی و کفن مردگان آمیخته شده‌است.  در ایران باستان نمازگزاران از زعفران به عنوان پیشکش برای خدا، و به عنوان رنگ زرد درخشان، عطر، و دارو استفاده می‌کردند. بنابرین، رشته‌های زعفران در سراسر خوابگاه پخش و برای درمان سودا، با چای داغ مخلوط می‌شد. در حقیقت، بیگانگان مظنون بودند که استفاده ایرانیان از رشته‌های زعفران در چای و غذا، جنبه اعتیادآوری و تحریک جنسی دارد. این ترس‌ها افزایش یافت و سبب شد که گردشگران و مسافران از مصرف غذاهای دارای زعفران در ایران پرهیز کنند.  به علاوه، از محلول آبی حاصل از زعفران ایرانی با گیاه صندل، برای شست‌وشوی بدن بعد از کار سخت و در زیر آفتاب سوزان ایرانی استفاده می‌شد.  بعدها، زعفران ایرانی به‌طور گسترده توسط اسکندر و ارتشش مورد استفاده قرار گرفت. آن‌ها زعفران را با چای مخلوط می‌کردند و برنج زعفرانی می‌خوردند. اسکندر، شخصاً، پیروی کوروش بزرگ، از زعفران برای استحمام استفاده می‌کرد. او همانند کوروش معتقد بود که زعفران زخم‌ها را درمان می‌کند، و با نتیجه گرفتن از این روش، ایمانش به زعفران افزایش یافت. او حتی استحمام زعفرانی را به مردان خود نیز پیش‌نهاد کرد. سربازان یونانی، با مشاهده فایده‌های درمانی زعفران، پس از بازگشت به مقدونیه، به استفاده از آن ادامه دادند.  کشت زعفران به ترکیه امروزی نیز رسیده بود، آن‌ها به‌طور متمرکز، زعفران را در شمال شهر سافران‌بولو کشت می‌کردند؛ این مکان اکنون نیز به خاطر فستیوال‌های سالانه کشت زعفران مشهور است.

## آسیای شرقی و جنوبی

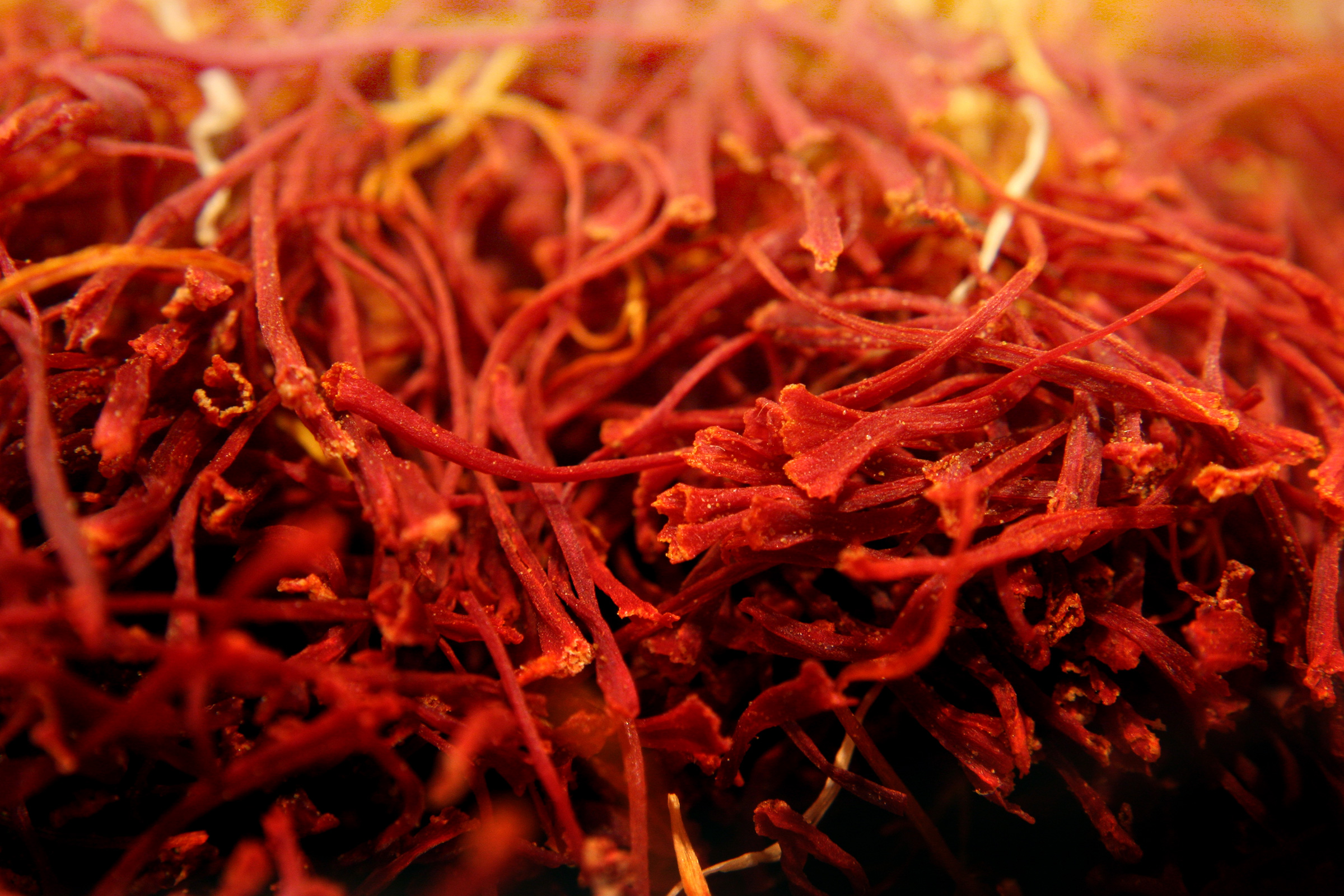
زعفران

گزارش‌های متنوع متضادی وجود دارند که اولین ظهور زعفران در آسیای شرقی و جنوبی را توصیف می‌کنند. اولین گزارش‌های تاریخی به ثبت‌های فارسی مربوط می‌شوند. بسیاری از تحقیقات نشان می‌دهند که زعفران به همراه سایر ادویه‌ها، برای اولین بار، توسط حاکمان ایرانی در هند گسترش یافت تا باغ‌ها و پارک‌های تازه تأسیس را پر کند. آنان این کار را با کاشت زعفران در سراسر امپراتوری ایران انجام دادند.  سپس فنیقی‌ها در قرن ۶ام قبل از میلاد، از طریق راه‌های تجاری گسترده، شروع به فروش زعفران کشمیری کردند. زعفران کشمیری برای درمان سودا و رنگ پارچه به کار رفت. 
از سوی دیگر، افسانه سنتی کشمیری بیان می‌کند که زعفران برای اولین‌بار در قرن ۱۱ام و ۱۲ام میلادی رسیده‌است، زمانی که دو مرتاض صوفی خارجی، به نام‌های خواجه مسعود والی و شریف‌الدین، به کشمیر رسیدند. این صوفیان، مریض شدند، و برای درمان بیماری خود، از رئیس قبیله تقاضای کمک کردند. آن‌دو پس از بهبودی، به منظور تشکر از رئیس قبیله، یک شیشه زعفران به او عطا نمودند. تا به امروز، سالانه برای بزرگداشت آن دو مرد مقدس، در آغاز فصل کشت زعفران در اواخر پاییز، پیش‌کش‌هایی هدیه می‌کنند. در روستای پامپوره در هند، برای این دو صوفی، آرامگاه گنبدی‌شکل ایجاد کرده‌اند، که گنبدی طلایی دارد. با این وجود، شاعر کشمیری، محمد یوسف تنگ این موضوع را انکار می‌کند. او می‌گوید کشمیری‌ها برای بیش از دو هزاره، زعفران کشت‌شده داشتند. در حقیقت، در تصاویر هندوی تانتریک کشمیری به این کشت‌های باستانی اشاره شده‌است. 
گزارش‌های بودایی چین باستان، موارد دیگری را از رسیدن زعفران به هند بیان می‌کنند.  طبق افسانه‌ها، یک مبلغ بودایی هندی به نام "مادهیانتیکاً در قرن ۵ام قبل از میلاد به کشمیر فرستاده شد. او با رسیدن به کشمیر، اولین برداشت زعفران را مشاهده کرد.  از آن به بعد، استفاده از زعفران در شبه‌قاره هند گسترش یافت. علاوه بر استفاده در غذا، زعفران در آب خیس می‌خورد و برای رنگ‌رزی پارچه به کار می‌رفت. عشق به این پارچه سبب شد که اندکی بعد از مرگ گوتاما بودا، راهبان همراه او، رنگ زعفرانی را به عنوان رنگ رسمی لباس و پوشش بودایی معرفی کنند.
برخی مورخان معتقدند، زعفران از طریق مهاجمان مغولی و از راه ایران وارد چین شد. در متون پزشکی چینی باستان به زعفران اشاره شده‌است، از جمله کتاب دارویی «گیاه بزرگ»، کتابی که به سال ۱۶۰۰ قبل از میلاد بازمی‌گردد (و به دودمان شانگ نسبت داده می‌شود)، و در آن برای بیماری‌های متنوع، هزاران روش درمان گیاهی ذکر شده‌است. تا قرن سوم میلادی، اشاراتی مبنی بر کشمیری بودن زعفران‌های موجود در چین دیده می‌شود. محقق پزشکی چینی، وان زن، نوشته‌است «زیستگاه زعفران در کشمیر است، جایی که مردم در اصل آن را برای اهدا به بودا کشت می‌کنند.» وان اشاره می‌کند که در زمانش چه استفاده‌هایی از زعفران رایج بود: «گل زعفران بعد از چند روز پژمرده می‌شود و سپس زعفران حاصل می‌گردد. ارزش آن به رنگ زرد یک‌پارچه‌اش بستگی دارد. می‌توان از آن در شراب استفاده کرد.» 
در عصر مدرن، با توجه به تلاش‌های اتحادیه اروپا و بریتانیا، کشت زعفران به افغانستان نیز رسیده‌است. آنان سعی می‌کنند در میان کشاورزان فقیر افغان، به جای کشت پر سود و غیرقانونی تریاک، کشت زعفران را ترویج دهند.  آنان با توجه به آب‌وهوای گرم و نیمه‌خشک افغانستان، تأکید دارند که این مکان برای پرورش زعفران مناسب است.

### اروپای بعد از کلاسیک

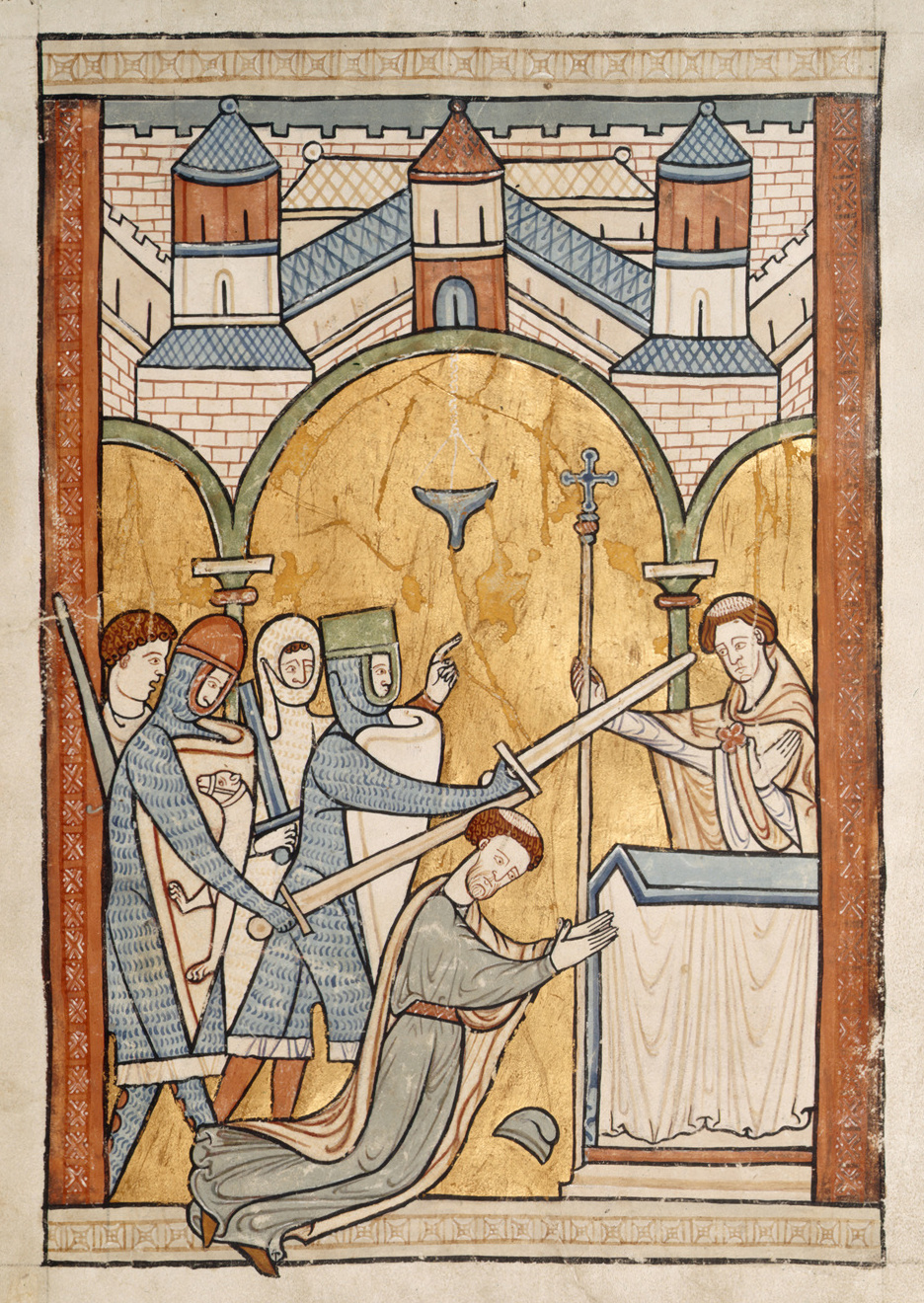
تذهیب اروپایی قرون وسطایی، مانند تصویر مربوط به قرن ۱۳ام از ترور توماس بکت، اغلب برای ایجاد زرد و نارنجی از زعفران استفاده می‌شد.

بعد از سقوط امپراتوری روم، کشت زعفران در اروپا به شدت کاهش یافت. بعد از آن رویداد، به مدت چند قرن کشت زعفران در سراسر اروپا وجود نداشت یا بسیار اندک بود. این روند با گسترش تمدن مورها از شمال آفریقا در شبه‌جزیره ایبری، بخش‌هایی از فرانسه و ایتالیای جنوبی معکوس شد. طبق یک نظریه، مورها در طول شکست در نبرد تور به دست شارل مارتل، در سال ۷۳۲ میلادی، زعفران را برای بار دیگر به اروپا معرفی کردند.  دو قرن پس از فتح اسپانیا به دست مورها، آن‌ها زعفران را در سراسر استان‌های جنوبی اندلس، کاستیا، لامانچا و والنسیا کشت کردند. 
در فرانسه، احتمالاً کشت زعفران از قرن ۱۳ام آغاز شد.  منشأ آن احتمالاً اسپانیا یا خاورمیانه بوده، که از طریق مسافران، تاجران و شوالیه‌ها گسترش یافته بود. سند اولین استفاده از آن در امپراتوری جنوب غرب به حدود سال ۱۲۵۰ بازمی‌گردد.  این احتمال وجود دارد که پادشاهان و کلیساها در آن زمان سعی بر کشت زعفران داشته باشند: زعفران، نادر، گران‌قیمت و پرطرفدار بود و امکان کشت آن در عرض جغرافیایی فرانسه وجود داشت.  در قرن ۱۴ام، استفاده گسترده از زعفران به عنوان ادویه و خوش‌رنگ‌کننده غذا در کتاب‌های آشپزی مکتوب، قید شده‌است.  در آن زمان زعفران نه تنها به عنوان رنگ، بلکه برای نشان دادن ثروت خود در مقابل اشراف دیگر به کار می رفت. از آنجایی که زعفران بسیار کمیاب و گران بود، این اشراف به آشپزها دستور تهیه غذاها با ادویه هایی مانند زعفران می دادند و با آن فخر می فروختند. و در قرن ۱۵ام، اختصاص مالیات از سوی کلیسا به کشت زعفران سبب شد اهمیت این محصول بیش از پیش معلوم شود. برای مثال، در سال ۱۴۷۸، اسقف آلبی یک دوازدهم تولید زعفران را به عنوان مالیات دریافت می‌کرد. 
با حمله طاعون به اروپا از سال ۱۳۴۷ تا ۱۳۵۰، تقاضای زعفران سر به فلک کشید. بسیاری از بیمارانی که طاعون داشتند، با توجه به خواص دارویی، در آرزوی اندکی زعفران بودند، و هنوز بسیاری از کشاورزانی که قدرت کاشت آن را داشتند مرده بودند؛ لذا مقدار زیادی زعفران از کشورهای غیر اروپایی وارد شد.  به دلیل خاطرات جنگ‌های صلیبی، مسلمانان که بهترین رشته‌های زعفران را داشتند، حاضر به کمک کردن نبودند و رودز و سایر مکان‌ها بهترین راه تهیه زعفران اروپای مرکزی و شمالی بودند. زعفران یکی از رقابتی‌ترین نقاط دشمنی‌ها بود که بین اصیل‌زادگان و تاجران تازه‌به‌دوران رسیده و ثروتمند آتش‌افروزی می‌کرد. «جنگ ۱۴ هفته‌ای زعفران» زمانی شعله‌ور شد که اشراف، محموله ۳۶۳ کیلوگرمی را دزدیدند.  این محموله که وارد شهر بازل شد، در بازار امروزی، ۵۰۰ هزار دلار ارزش دارد.  در نهایت این محموله بازگردانده شد، اما در قرن ۱۳ام، تجارت زعفران با مشکل بزرگتری به نام «دزدان دریایی» روبه‌رو شد. دزدانی که در مدیترانه رفت‌وآمد می‌کردند، اغلب از کشتی‌های حمل طلا چشم می‌پوشاندند و کشتی‌های حمل زعفران را به تاراج می‌بردند. بازل برای دوری از این شرایط نامطلوب، زعفران مورد نیازش را کشت می‌نمود. چندین سال کشت متوالی زعفران موجب شد که بازل در مقایسه با سایر شهرها به نمونه‌ای بسیار موفق تبدیل شود. مردم با غیرقانونی کردن خروج زعفران از شهر، از شرایط خود دفاع کردند. همچنین نگهبانانی تعبیه شده بودند که از زعفران‌ها در مقابل دزدان محافظت می‌نمودند. ده سال بعد، کشت زعفران با مشکلاتی روبه‌رو شد و بازل کشت آن را رها کرد. 
محور تجارت زعفران در اروپای مرکزی به نورمبرگ انتقال یافت. تاجران ونیزی، قانون خود را در تجارت دریای مدیترانه ادامه دادند، اجناس متنوعی را از سیسیل به فرانسه و اسپانیا، اتریش، کرت و یونان، و امپراتوری عثمانی بردند. محصولات قاچاقی نیز راه خود را پیدا کردند: آن‌ها در عسل قرار گرفتند، با گلبرگ‌های گل همیشه‌بهار مخلوط شدند، یا در مکان‌های مرطوب قرار گرفتند. این موضوع سبب به خشم آمدن مقامات نورمبرگ و ایجاد کد مخصوص تجارت زعفران شد.  در نتیجه قاچاق‌چیان جریمه، زندانی و اعدام شدند.  تولیدکننده بزرگ بعدی انگلستان بود. طبق یک نظریه کشت زعفران در قرن ۱۴ام و سلطنت ادوارد سوم، به مناطق ساحلی شرق انگلستان رسید. درسال‌های بعدی، کشت زعفران با سرعت زیاد، در سراسر انگلستان گسترش یافت. نورفلک، سوفلک و کمبریج‌شر جنوبی رشد ویژه‌ای داشتند. در طول قرن‌های ۱۷ و ۱۸ام، رولاند پارکر گزارشی از کشت خود را در روستای فوکستون، کمبریج‌شر فراهم کرد، «اغلب مردم اندکی از زمین خود را بدان اختصاص می‌دادند»؛ یک هکتار زمین مملو از زعفران، کشتی به ارزش £۶ را فراهم می‌کرد و آن را «به محصولی بسیار سودآور تبدیل می‌نمود که کار پرداخت نشده فراوانی در دست‌رس بود؛ در آن زمان و تا دو قرن بعد، کار بدون دست‌مزد یکی از ویژگی‌های کشاورزی بود.» 
در فرانسه، تولید زعفران در قرون ۱۷ام و ۱۸ام، اهمیت بسیاری یافت و به چند تن رسید.  در آن زمان کشت زعفران در سرسر امپراتوری گسترش یافت. عمدتا زعفران در آلبی، آنگومیوس، گاتیناییس، نورماندی، پریگورد، پوتیو، پرونس، و کوئرسی کشت می‌شد.  در قرن ۱۸ام، میزان کشت به‌طور رازآلودی کاهش یافت که احتمالاً دلیل آن گسترش بیماری‌های قارچی، زمستان‌های سرد و بازار رقابتی کشورهای پیرامون مدیترانه بود.  در اواسط قرن ۲۰ام، تنها تعداد انگشت‌شماری از خانواده‌ها به منظور زینت و استفاده شخصی، زعفران را در باغ خود رشد دادند. کشت این محصول تنها از هزاره سوم احیا شده‌است.
در انگلستان، کشت زعفران تنها در خاک نورگیر و خوب زهکشی‌شده اسکس شمالی امکان‌پذیر است. شهر سافرون والدن در اسکس، به این دلیل چنین نامی را به خود گرفته‌است که مرکز پرورش و تجارت زعفران می‌باشد. نام اصلی آن چپینگ والدن بود و تغییر این نام بر اهمیت کشت آن بر مردم تأثیر گذاشت. با ظهور انگلستان از دل قرون وسطا، افزایش احساسات پیوریتانی، فتوحات خارج از کشور جدید، استفاده و کشت زعفران در انگلستان را به خطر انداخت. طرفداران پیوریتان به غذاهای تند و بدون ادویه علاقه داشتند. زعفران نیز محصولی بود که به کار فراوان نیاز داشت، با افزایش دست‌مزد، این موضوع به عیبی دیگر تبدیل شد؛ و در نهایت هجوم انواع متنوع ادویه از شرق دور سبب شد که توجه انگلستانی‌ها همانند سایر اروپاییان به موارد ارزانتر دیگر منعطف شود. 
این تمایل به وسیله ویلیامم هربرت، کشیش منچستر مکتوب شده‌است. او نمونه‌ها را جمع‌آوری کرد و اطلاعاتی را دربارهٔ زعفران نوشت.  او از کاهش کشت زعفران در قرن ۱۷ام و هم‌زمان با طلوع انقلاب صنعتی نگران بود؛ در این عصر، در اروپا امکان تولید آسان و ارزان ذرت و سیب‌زمینی فراهم شد.  به علاوه، سرمایه‌دارانی که قبلاً در تجارت زعفران دست داشتند، به سمت کالاهای جذاب نو مانند شکلات، قهوه، چای، و وانیل گرویدند. تنها در جنوب فرانسه و در ایتالیا و اسپانیا، جایی که کشت زعفران قدمتی دیرینه داشت، این کشت به عنوان کشت غالب باقی‌ماند. 

## آمریکای شمالی

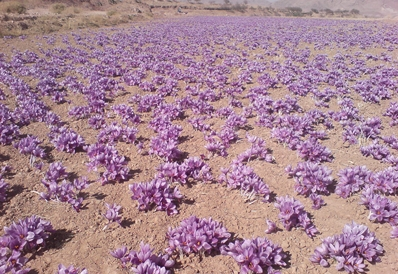
زمین کشت گل زعفران

زعفران زمانی مسیر خود به جهان نو را یافت که آناباپتیستهای آلزاسی، آلمانی و سوئیسی و سایر افراد در اروپا از دست آزار کلیسا گریختند.  آن‌ها در اصل در پنسیلوانیای شرقی در دره رود ساسکوهنا ساکن شدند.  این مهاجران که به هلندیان پنسیلوانیا معروف شدند، در سال ۱۷۳۰، به‌طور گسترده بعد از آمدن دانه‌ها به آمریکا، کشت زعفران را آغاز کردند. مالک آن زمین‌های زعفران پروتستان‌های آلمانی بودند. آن‌ها عاشق زعفران بودند و در آلمان نیز به کشتش ادامه دادند.  محبوبیت زعفران پنسیلوانیا به سرعت توسعه یافت و به مستعمره‌های اسپانیا در کارائیب رسید. 
اما جنگ ۱۸۱۲، بسیاری از کشتی‌های تجاری حمل‌کننده زعفران آمریکایی را نابود کرد. بعد از آن، تولیدکنندگان زعفران در پنسیلوانیا با تولید مازاد روبه‌رو شدند و تجارت با کارائیب هرگز مثل سابق نشد.  با این وجود، تولیدکنندگان پنسیلوانیایی در پخت‌وپزهای خود، استفاده‌های فراوانی برای زعفران مازاد ایجاد کردند-کیک، رشته‌فرنگی، مرغ یا قزل آلا.  کشت زعفران در اصل در شهرستان لانکستر، پنسیلوانیا ادامه یافت و به امروز رسید. 